# Valerio Messalla Avieno
Valerio Messalla Avieno (in latino Valerius Messalla Avienus; circa 383 – 400) è stato un funzionario romano, corrispondente di Quinto Aurelio Simmaco e personaggio dell'opera Saturnalia di Ambrogio Teodosio Macrobio e del poema De reditu suo di Claudio Rutilio Namaziano.

## Biografia
Appartenente all'antica gens Valeria, discendeva da Manio Valerio Massimo Messalla; fu probabilmente il nonno di Rufio Valerio Messala. Era pagano, ed era noto per la sua eloquenza e per il fatto di coltivare la letteratura.
Secondo la testimonianza di Ambrogio Teodosio Macrobio, che ne fa uno dei personaggi del suo Saturnalia, nel 383 Messalla era molto giovane. Tra il 396 e il 398 fu legato senatoriale. Nel 399 fu nominato Prefetto del pretorio d'Italia dall'imperatore Onorio, e tenne la carica fino al 400. Durante questo mandato ricevette diverse lettere di Quinto Aurelio Simmaco conservatesi, in cui il più importante oratore della sua epoca lo pregava di aiutarlo con l'acquisto di cavalli in Spagna, di assumere il figlio di un amico, e di rimettere a dei collaboratori una causa che gli stava a cuore.